# 城北朝鮮初級学校
城北朝鮮初級学校（じょうほくちょうせんしょきゅうがっこう、죠호꾸조선초급학교）は、大阪市旭区にあった朝鮮学校。学校法人大阪朝鮮学園が運営していた。2023年廃校
日本の小学校・幼稚園に相当する教育を行っているが学校教育法における非一条校のため各種学校である。
2023年に大阪福島朝鮮初級学校、北大阪朝鮮初中級学校との3校統合により廃校になった。

## 沿革
太平洋戦争の終戦に伴い、朝鮮人児童に朝鮮語を教える国語講習所が1945年以降各地に開設された。国語講習所を母体にして、1946年以降大阪市北東部および北河内地域に朝鮮学校が開設された。
1946年6月10日には北河内郡南郷村（現在の大東市）に住道朝鮮学院（のち朝聯私立住道小学校）が開校した。1947年4月1日には北河内郡寝屋川町（現在の寝屋川市）に寝屋川朝鮮学院（のち朝聯私立寝屋川小学校）が開校した。1948年4月1日には大阪市城東区に城東朝鮮学院（のち朝聯私立城東小学校）が開校した。1949年7月には朝聯旭都朝鮮学校が大阪市旭区に開校している。
しかし朝鮮学校閉鎖令の影響により、いずれの朝鮮学校も1949年10月に閉鎖を余儀なくされている。
地域の関係者は1959年11月8日に城北朝鮮初級学校の設立決議をおこない、1960年4月に旭区赤川で開校した。1960年12月8日には現在地に校舎が完成して移転している。
2023学年度から北大阪朝鮮初級学校に統合、そして廃校します。 

## 交通
- 森小路駅（京阪本線）